# Micha'el Rosenthal
Micha'el Rosenthal (plným jménem Moše Micha'el Rosenthal, neformálně Mickey Rosenthal; hebrejsky מיכאל רוזנטל nebo מיקי רוזנטל‎, Miki Rozental, * 2. února 1955 Tel Aviv) je izraelský novinář, politik a poslanec Knesetu za Izraelskou stranu práce.

## Biografie
Narodil se v Tel Avivu (podle jiného zdroje v Ramat Ganu). Sloužil v izraelské armádě, kde dosáhl hodnosti seržanta (Rav samal). Od roku 1983 působil jako investigativní novinář zabývající se převážně ekonomickými a sociálními kauzami. V letech 1986–1999 pracoval pro list Jedi'ot achronot, v roce 1999 přešel do televizní žurnalistiky a na několika televizních stanicích rozvíjel investigativní formáty a natáčel dokumentární pořady. Získal několik novinářských cen. Je ženatý, má tři syny. Žije ve městě Giv'atajim. V roce 2013 se uvádí, že studuje bakalářský program v oboru historie a filozofie na Telavivské univerzitě.
Ve volbách v roce 2013 byl zvolen do Knesetu za Izraelskou stranu práce. Mandát obhájil rovněž ve volbách v roce 2015, nyní za Sionistický tábor (aliance Strany práce a ha-Tnu'a).